# Jemeel Moondoc
Jemeel Moondoc, né le 5 août 1946 à Chicago (Illinois) et mort le 29 août 2021, est un saxophoniste de jazz et plus particulièrement de free jazz.

## Biographie
Jemeel Moondoc a d'abord étudié le piano, la clarinette et la flûte avant de commencer le saxophone à l'âge de 16 ans. Au début des années 1970 il étudie la musique avec Cecil Taylor, et joue alors dans le Taylor’s Black Music Ensemble, d'abord à l'Université du Wisconsin à Madison, puis à Antioch (Californie).
En 1972 il s'installe à New York et fonde le quintet Ensemble Muntu avec Arthur Williams (trompette), William Parker (contrebasse), Mark Hennen (piano) et Rachid Sinon (batterie). Ils enregistrent leur premier album, First Feeding, en 1977 sur le label de Moondoc, Muntu Records, avec Rachid Bakr à la batterie. En 1979, il enregistre son second album, The Evening of the Blue Men, avec l'Ensemble Muntu dorénavant composé de William Parker, Rachid Bakr et Roy Campbell Jr à la trompette.
Durant les années 1980, il enregistre plusieurs albums avec différentes formations pour le label Soul Note et dirige son big band, The Jus Grew Orchestra. Il se retire ensuite de la musique pour une période d'environ 10 ans durant laquelle il terminera ses études d'architecture et travaillera en tant qu'assistant architecte.
En 1995, Jemeel signe un accord avec le jeune label Eremite Records dont il est le premier artiste. Il enregistre alors plusieurs albums pour le label avec différentes formations et collabore avec des artistes comme William Parker, Hamid Drake, Khan Jamal, etc. Le label Ayler Records produira également plusieurs de ses albums.
La plupart de ses enregistrements sont des live car il préfère l'improvisation en direct.

## Discographie

### En tant que leader ou coleader
- 1977: Ensemble Muntu, First Feeding (Muntu Records)
- 1979: Ensemble Muntu, The Evening of the Blue Men (Muntu Records)
- 1981: Jemeel Moondoc & Muntu, New York Live ! (Cadence Jazz Records)
- 1981: Jemeel Moondoc & Muntu, The Intrepid Live In Poland (Poljazz)
- 1982: Jemeel Moondoc Trio, Judy's Bounce (Soul Note)
- 1982: Jemeel Moondoc Quartet Muntu, The Athens Concert (Praxis Records)
- 1983: Jemeel Moondoc Sextet, Konstanze's Delight (Soul Note)
- 1986: Jemeel Moondoc Quintet, Nostalgia In Times Square (Soul Note)
- 1996: Jemeel Moondoc Trio, Tri-P-Let (Eremite Records)
- 1997: Jemeel Moondoc Trio, Fire In The Valley (Eremite Records)
- 1998: Jemeel Moondoc &  William Parker, New World Pygmies (Eremite Records)
- 2000: Jemeel Moondoc & The Jus Grew Orchestra, Spirit House (Eremite Records)
- 2001: Jemeel Moondoc &  William Parker avec Hamid Drake, New World Pygmies Vol.2 (Eremite Records)
- 2002: Jemeel Moondoc Trio, Live At The Glenn Miller Café Vol.1 (Ayler Records)
- 2003: Jemeel Moondoc Tentet, Jus Grew Orchestra: Live At The Vision Festival (Ayler Records)
- 2003: Jemeel Moondoc & Denis Charles, We Don't (Eremite Records)
- 2003: Jemeel Moondoc Quintet, Revolt of the Negro Lawn Jockeys (Eremite Records)

### En tant que sideman

#### Avec Saheb Sarbib
- 1981: Saheb Sarbib And His Multinational Big Band, Aisha (Cadence Jazz Records)

#### Avec Lawrence D. "Butch" Morris
- 1995: Conduction 15 (New World Records)

#### Avec Denis Charles
- 1999: Denis Charles Quintet, Captain Of The Deep (Eremite Records)

#### Avec William Parker
- 2001: The Music Of William Parker: Through Acceptance Of The Mystery Peace (Eremite Records)

#### Avec Active Ingredients
- 2003: Titration (Delmark Records)